# Oumar Tatam Ly
Oumar Tatam Ly (* 28. November 1963 in Paris) ist ein malischer Politiker.
Ly studierte in Frankreich Geschichte und Wirtschaft. Er war bei der Weltbank tätig, bevor er 1994 zur Westafrikanischen Zentralbank (UEMOA) wechselte. 
Am 5. September 2013 wurde er Premierminister von Mali; sein Nachfolger wurde am 9. April 2014 Moussa Mara.
| Personendaten    | Personendaten       |
| ---------------- | ------------------- |
| NAME             | Ly, Oumar Tatam     |
| KURZBESCHREIBUNG | malischer Politiker |
| GEBURTSDATUM     | 28. November 1963   |
| GEBURTSORT       | Paris               |